# دایملر تراکس آمریکای شمالی
دایملر تراکس آمریکای شمالی (انگلیسی: Daimler Trucks North America) شرکت خودروسازی آمریکایی آلمانی است، که در سال ۲۰۰۸ توسط شرکت دایملر آگ تأسیس شد.